# La Estancia de Amezcua
La Estancia de Amezcua es una localidad del estado mexicano de Michoacán. Es parte del municipio de Zamora.

## Demografía
| Gráfica de evolución demográfica |
|                                  |

| Censo | Población |
| ----- | --------- |
| 1900  | 204       |
| 1910  | 103       |
| 1921  | 157       |
| 1930  | 247       |
| 1940  | 216       |
| 1950  | 304       |
| 1960  | 393       |
| 1970  | 515       |
| 1980  | 483       |
| 1990  | 1167      |
| 2000  | 1618      |
| 2010  | 1437      |
| 2020  | 1422      |